# Scelio xanthopterus
Scelio xanthopterus är en stekelart som beskrevs av Jean-Jacques Kieffer 1916. Scelio xanthopterus ingår i släktet Scelio och familjen Scelionidae. Inga underarter finns listade i Catalogue of Life.